# Dylągowa

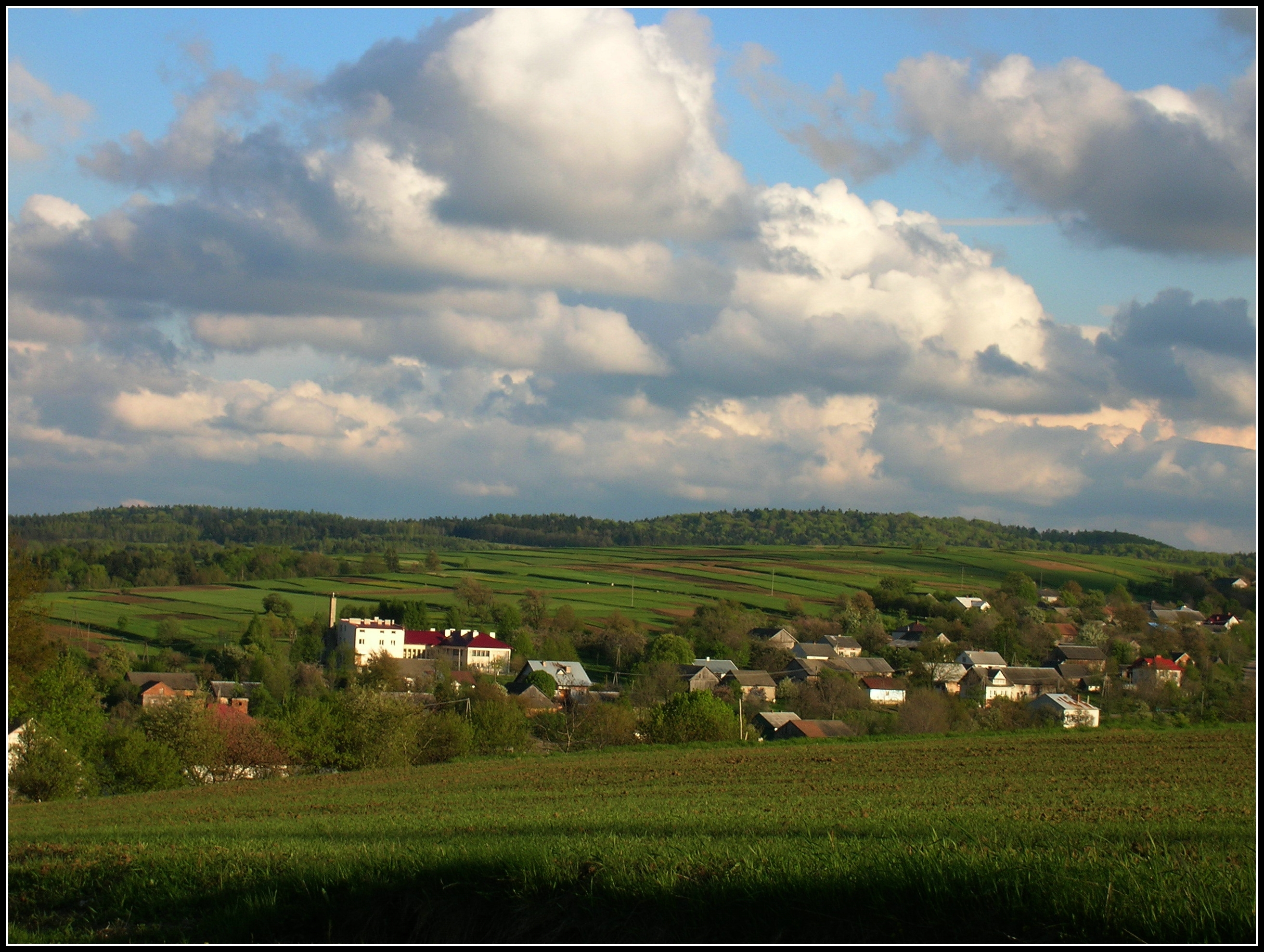
Ortsansicht

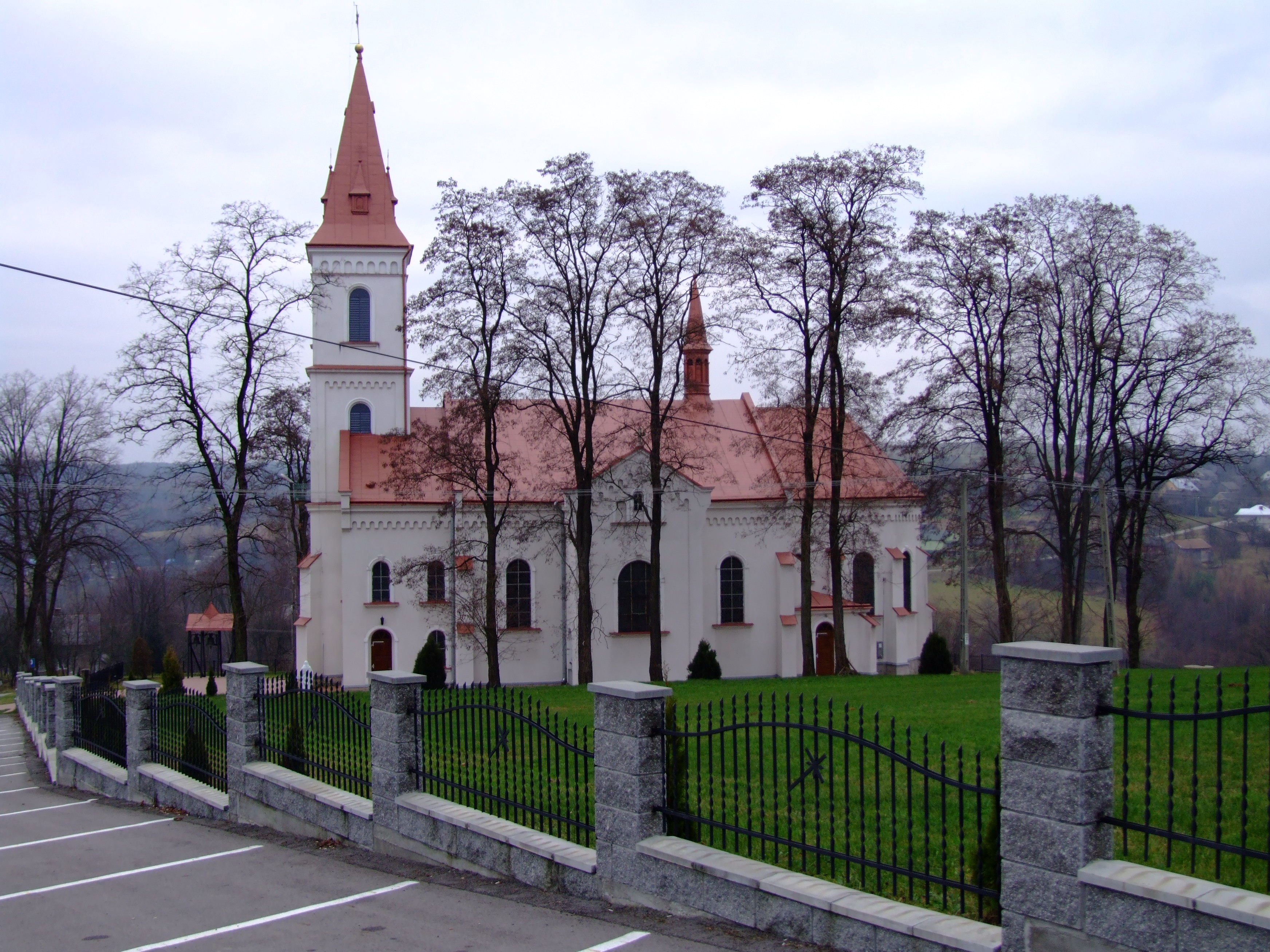
Ortskirche

Dylągowa ist eine Ortschaft mit einem Schulzenamt der Landgemeinde Dynów im Powiat Rzeszowski der Woiwodschaft Karpatenvorland in Polen.

## Geographie
Der Ort liegt im Westen vom Przemyśl-Gebirge am Bach Dylągowski, einige Kilometer südöstlich der Stadt Dynów.

## Geschichte
Die deutschrechtliche Kolonisation in diesem königlichen Gebiet begann im Jahr 1359. Ab 1389 war das Gebiet im Besitz der Familie Kmita. Der Ort wurde im Jahr 1484 als Vylagowa erstmals urkundlich erwähnt, als es mit Bachórzec, Pawłokoma und Bartkówka an Piotr, Stanisław und Andrzej Kmita kam. Danach folgten die Erwähnungen von Dilągowa, Dylagowka (1489), Dilagowa Volya (1515), Dilyagowa (1523). Der Name ist vom Personennamen Dyląg (Lulatsch, Lausbub) mit dem Suffix -owa abgeleitet, die einmalige erwähnte Ergänzung Wola (lateinisch libertas=deutsch „freie“) deutete auf eine steuerfreie Neugründung, möglicherweise am Ende des 24-jährigen Zeitraums der lgota, der Wiedergründung nach Verwüstung durch Tataren (1498, 1503 oder 1507).
Das Dorf gehörte zunächst zum Königreich Polen (ab 1569 Adelsrepublik Polen-Litauen), Woiwodschaft Ruthenien, Sanoker Land. Ab 1519 gehörte es zu Stanisław Mateusz Stadnicki, einem Anhänger der Reformation. Ab 1552 war die Ortskirche lutheranisch, ab 1558 kalvinistisch, aber der örtliche Priester, Andrzej aus Dynów entsagte der Häresie einige Jahre später. Die protestantische Gemeinde dauerte bis zu den 1580er Jahren.
Bei der Ersten Teilung Polens kam Dylągowa 1772 zum neuen Königreich Galizien und Lodomerien des habsburgischen Kaiserreichs (ab 1804). Ab dem Jahr 1855 gehörte Dylągowa zum Bezirk Brzozów. 1905 wurde die neue gemauerte Kirche gebaut.
1918, nach dem Ende des Ersten Weltkriegs und dem Zusammenbruch der k.u.k. Monarchie, kam Dylągowa zu Polen. Während des Zweiten Weltkrieges wurde es im September 1939 zunächst von deutschen Truppen besetzt. Diese zogen sich am 28. September 1939 gemäß dem Grenz- und Freundschaftsvertrag hinter den San zurück, um das Gebiet der Roten Armee zu übergeben. Kurz nach dem Beginn des Deutsch-Sowjetischen Krieges am 22. Juni 1941 besetzte die Wehrmacht das Gebiet wieder. Der Ort wurde ein Teil des Generalgouvernements (bzw. des Distrikts Galizien). Dylągowa war damals ein fast ausschließlich ethnisch-polnisches Dorf im meistens ruthenisch- bzw. ukrainischen Sprachraum, was ein Hintergrund trauriger Konflikte am Ende des Weltkriegs war. Aus dem Dorf griff ein Straftrupp der Armia Krajowa im Norden das benachbarte, von Ukrainern bewohnte Pawłokoma an (siehe Massaker von Pawłokoma). Im Gegenangriff der UPA wurde Dylągowa danach niedergebrannt.
Von 1975 bis 1998 gehörte Dylągowa zur Woiwodschaft Przemyśl.